# إيفا كلاين
إيفا كلاين (بالسويدية: Eva Klein)‏، ولدت باسم إيفا فيشر في 22 كانون الثاني/يناير 1925، هي عالمة مجرية سويدية وشخصية رائدة في اكتشاف الخلايا القاتلة الطبيعية والخلايا المسببة لسرطان الغدد الليمفاوية بيركيت التي كتبت حولها عشرات المقالات والبحوث بحلول عام 1960.
ولدت إيفا في المجر في عام 1925، ثم عملت في معهد كارولنسكا منذ مغادرتها لوطنها الأم عام 1947. عانت طوال حياتها من التمييز باعتبارها امرأة فضلا عن كونها يهودية وقد نجت بصعوبة من الاحتلال الألماني. أصبحت طبيبة في وقت لاحق بعدما حصلت على درجة الدكتوراه في علم الأحياء، وقد ركزت في عملها على سرطان المناعة وعلم الفيروسات. تابعت العمل في المجال الذي تُحبه وساعدها زوجها جورج كلاين في ذلك حيث كانت تربطهما علاقة وثيقة بغض النظر عن علاقة الزوجية، ويُعتبر اليوم كلاهما من واضعي أسس علمي السرطان والمناعة. تجدر الإشارة إلى أن الثنائي رُزقا بثلاثة أطفال.

## النشأة والتعليم
ولدت إيفا فيشر في 22 كانون الثاني/يناير 1925 في بودابست بالمجر، وتعود أصولها إلى عائلة يهودية. حضرت مدرسة خاصة، وكانت مهتمة بالرياضة والمسرح والعلوم (تأثرت بحياة وعمل العالمة البلوندية-الفرنسية ماري كوري). عندما بلغت سن الثامنة عشر كانت خياراتها الوظيفية مقيدة ومحدودة بسبب الوضع السياسي في تلك الفترة خاصة مع تفاقم معاداة السامية واضطهاد اليهوديات في المجر عقب احتلاهم من قبل ألمانيا النازية.
التحقت فيشر بكلية الطب في جامعة بودابست، وقد نجت عام 1944-45 هي والعديد من أفراد أسرتها من «ديكتاتورية» الاحتلال الألماني بعدما اختبئ الكل في معهد أنسجة تابع لجامعة بودابست.
ساعدها شخص يُدعى جانوس سيرماي في الهروب من المجر بما في ذلك تزوير وثائقها، فنجحت في ذلك. في بلاد المهجر اهتمت فيشر من بالدراسات الطبية حيث كانت تنوي العمل كطبيبة لكنها انتقلت للمسرح وسرعان ما عادت لمجال الطب.
تزوجت إيفا من الطبيب الآخر (كان وقتها مجرد طالب طب) جورج كلاين وتركت المجر للعيش في السويد بحلول عام 1947. أكملت دراستها للطب في معهد كارولنسكا في ستوكهولم بالسويد في عام 1955. وبالإضافة إلى ذلك، فقد مُنحت كلاين درجات فخرية من جامعة نبراسكا (في عام 1993) ثم من جامعة ولاية أوهايو (في عام 2003).

## المسيرة المهنية
أصبحت كلاين أستاذة مساعدة في معهد كارولنسكا في عام 1948 ونالت شهادتها من المعهد في عام 1979. حاولت التخصص في ميدان واحد منذ عام 1948 وشجعت توربجورن كاسبيرسون من كارولنسكا على إنشاء قسم أبحاث الخلايا وعلم الوراثة في حين تعاونت عن كثب مع زوجها طوال حياتها المهنية.
نشرت إيفا كلاين أكثر من 500 ورقة بحثية طوال مسيرتها المهنية وشغل في وقت لاحق منصب رئيس تحرير مجلة دراسة بيولوجيا السرطان.

## الحياة الشخصية
حصل الزوجان إيفا وجورج كلاين على شهادة الدكتوراه في ستوكهولم، ورزقا بثلاثة أطفال: ابنهما البكر أصبح عالم رياضيات أما البنت الثانية فأصبحت طبيبة في حين توجهت الثالثة نحو المسرح فأصبحت بذلك مسرحيَّة (مؤنث مسرحي).
ناقشت إيفا أطروحة الدكتوراه وهي حامل في الشهر الثامن بطفلها الثاني، وقد ساعدتها إدارة المعهد في حياتها العلمية والمهنية خاصة في تربية الأطفال الثلاث والنضال من أجل حقوقها وحقوق أطفالها؛ وقد صرحت فيما بعد مؤكدة على أن زوجها كان خير شريك لكن وبالرغم من ذلك فلم يكن يقدم لها يد العون فيما يتعلق بالأعمال المنزلية وتربية الأطفال.
بعد التقاعد، واصلت كلاين دعم الطلاب ومتابعة اهتماماتها البحثية عن قلرب كما حصلت على منصب أستاذة فخرية مع فريق البحث. أما آخر اهتماماتها فكان ترجمة الشعر المجري إلى اللغة السويدية. أجرت مقابلة مع الإذاعة السويدية في تشرين الثاني/نوفمبر 2015 وقد صرحت حينه أن العمل بالنسبة لها هو الحياة وأنها _بالرغم من بلوغ سن التقاعد_ ستواصل العمل والبحث في المجال العلمي حتى لو وصلت سن التسعين.
قامت كلاين بعشرات الحملات التحسيسية سواء مجتمعة أو منفردة وساهمت بشكل كبير في تطوير مجال علوم السرطان والمناعة والخلايا الخبيثة التي يمكن قمعها عن طريق الجينات في الخلايا الطبيعية وبالتالي تفادي مرض السرطان الفتاك.

## الإنجازات المهمة والألقاب
وضعت إيفا كلاين عام 1960 عدة أوراق بحثية كشفت من خلالها عن الخلايا المسببة لسرطان الغدد الليمفاوية وتجدر الإشارة إلى أن بحوثها لا زال يتم العمل بها حتى الآن.
في 1970، نشرت كلاين مجموعات بحثية تؤكد ما إذا كان هناك تفاعل بين الخلايا الليمفاوية وفترة الاستجابة. وسعت إيفا طوال مشوارها المهني إلى محاولة البحث عن علاج للسرطان.
أشرفت إيفا بالاشتراك مع ثلاثة طلاب (رولف كيسلينج، هيو بروس وميكائيل جونادل) مع أستاذ آخر (هانز ويزل) على تأسيس فريق بحثي استطاع اكتشاف نوع فريد من اللمفاويات (الخلايا البيضاء) المسؤولة عن عفوية السمية الخلوية - القدرة على «قتل» ورم الخلايا أو الخلايا المصابة بالفيروسات، وقد أطلقت كلاين اسم «الخلايا الفاتكة الطبيعية» عليها.
كلاين كان طويل الفائدة في علم الفيروسات وكذلك علم المناعة، دراسة دور فيروس ابشتاين بار في بسرطان الغدد الليمفاوية بيركيت.
أصبحت كلاين عضوة في الأكاديمية الملكية السويدية للعلوم في عام 1987 ثم عضوة في الأكاديمية الهنغارية للعلوم في عام 1993. في عام 2013، انتخبت لمنصب الزمالة في الجمعية الأمريكية لأبحاث السرطان.
في عام 1975، نالت إيفا جائزة البحث المتميز من معهد أبحاث السرطان في الولايات المتحدة وبذلك تكون هذه أول جائزة تشارك فيها إيفا مع 16 عالما آخر بغض النظر عن اهتما هؤلاء؛ علما أن زوجها جورج كلاين كان من بين المتوجين بالجائزة.
في عام 2005، احتفلت كلاين بعيد ميلادها الثمانين في معهد كارولنسكا رفقة عشرات العلماء الآخرين وخلال الحفل أعلن زوجها جورج عن افتتاح مؤسسة تهدف إلى الحصول على تبرعات من أجل مساندة معهد أبحاث السرطان ومن أجل تمويل باقي الأبحاث المتعلقة بهذا الموضوع. مُنحت كلاين الميدالية الفضية للبحوث الطبية في عام 2010.